# Spadowiec (dolina)

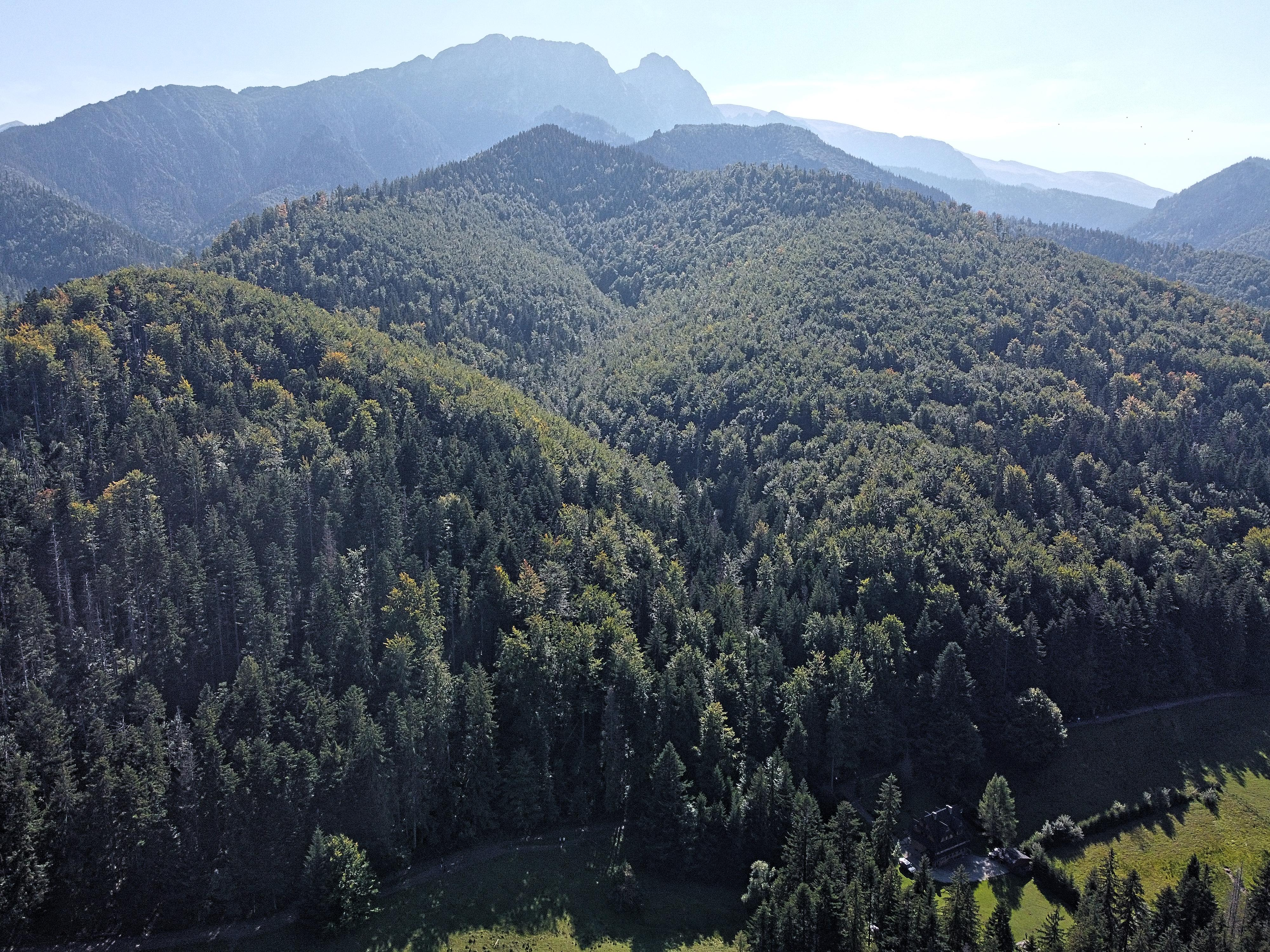
Dolina Spadowiec (widok od strony północnej)

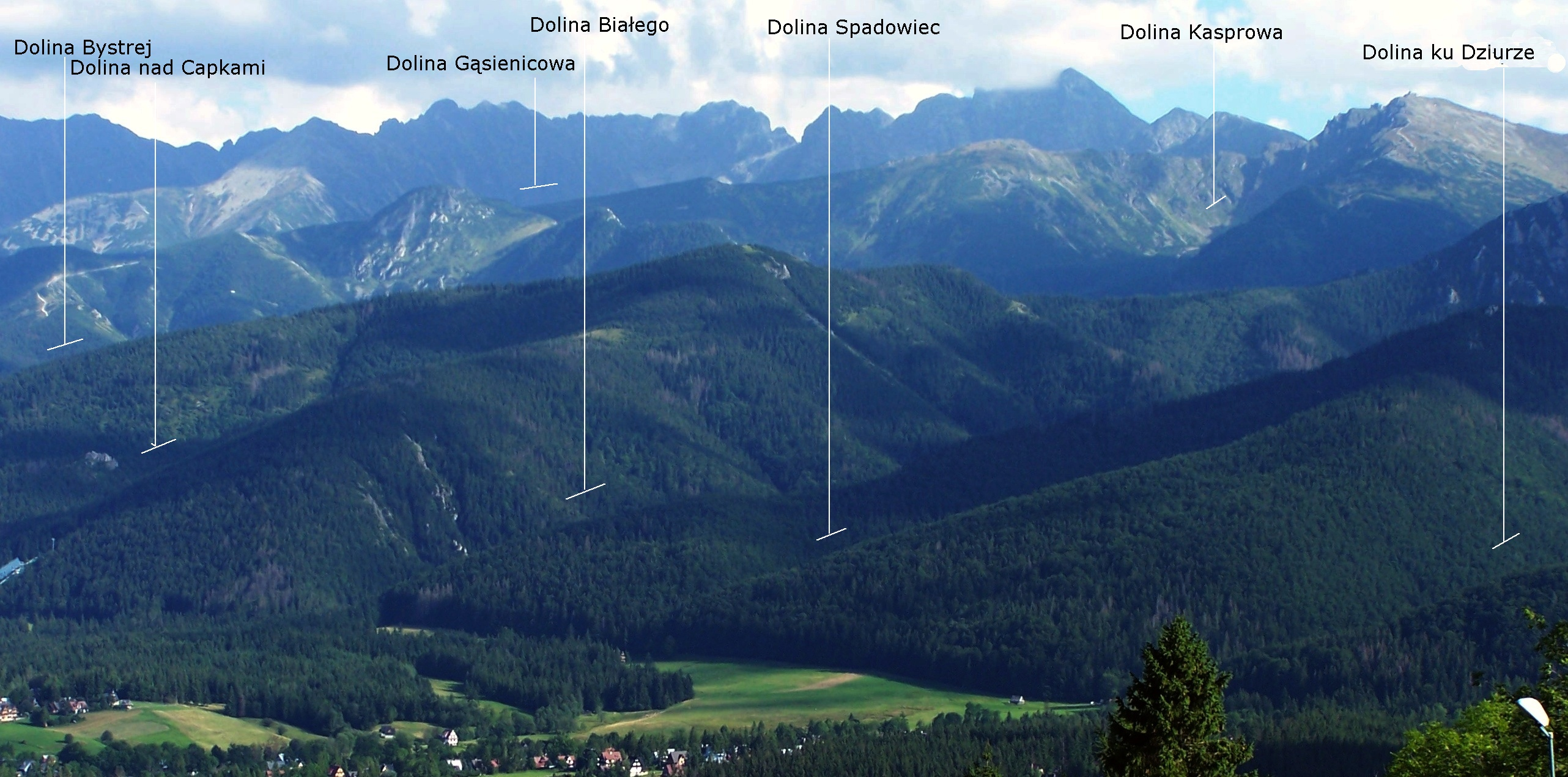
Widok z Pasma Gubałowskiego

Spadowiec – reglowa dolina na północnej stronie Tatr, znajdująca się pomiędzy Doliną Białego a Doliną ku Dziurze. Ma wylot przy Drodze pod Reglami powyżej osiedla Spadowiec w Zakopanem, górą podchodzi pod wierzchołek Łomika. Jej obramowanie tworzą dwa odchodzące od Łomika ramiona grzbietu, obydwa o nazwie Spaleniec. Ramię północno-wschodnie oddziela ją od Doliny Białego, ramię północno-zachodnie od Doliny ku Dziurze. Dnem Doliny Spadowiec spływa potok Spadowiec.
Jest to nieduża, całkowicie porosnięta lasem dolinka mająca charakter żlebu. Znajduje się na obszarze ochrony ścisłej Regle Zakopiańskie. Nie prowadzi przez nią szlak turystyczny, jedynie Droga pod Reglami przecina wylot dolinki i przekracza mostkiem spływający nią potok.